# Naturstyrelsen
55°42′28.1″N 9°16′30.9″Ø / 55.707806°N 9.275250°Ø
Naturstyrelsen er en dansk styrelse, der forvalter Ministeriet for Grøn Treparts cirka 209.000 hektar skove og naturarealer, så der skabes gode rammer for friluftslivet, beskyttelse af naturen og står for driften af skove og andre naturarealer under styrelsen.
Naturstyrelsen gennemfører praktiske opgaver inden for jagt- og vildtforvaltning og konkrete friluftslivs- og naturprojekter - ofte i samarbejde med andre myndigheder, organisationer og frivillige.
Naturstyrelsen har ca. 600 medarbejdere, hvoraf ca. 85 er tilknyttet hovedkontoret på Gjøddinggård i Randbøl. De øvrige medarbejdere er placeret på styrelsens 16 lokale enheder i hele landet, i Vendsyssel, Thy, Himmerland, Kronjylland, Vestjylland, Søhøjlandet, Blåvandshuk, Vadehavet, Sønderjylland, Fyn, Midtsjælland, Storstrøm, Nordsjælland, Bornholm, Hovedstaden samt Trekantsområdet og Driftscenteret der ligger ved hovedkontoret.
Naturstyrelsen blev dannet 1. januar 2011 ved en fusion af By- og Landskabsstyrelsen og Skov- og Naturstyrelsen. Den 1. juli 2016 blev den delt i to styrelser, Naturstyrelsen og Styrelsen for Vand- og Naturforvaltning, der primært er overordnet statslig myndighed på vand- og naturområdet.
Naturstyrelsen blev den 29. august 2024 flyttet til det nyoprettede Ministerium for Grøn Trepart. Kystdirektoratet flyttede samtidig til Miljøstyrelsen, som forblev i Miljøministeriet.

## Ansvarsområder
- Arealdrift - Naturstyrelsen driver ministeriets arealer og skaber gode rammer for friluftslivet og forbedrer forholdene for dyr og planter og deres levesteder. Styrelsens drift af skovene er certificeret som bæredygtig (FSC og PEFC), og styrelsen sælger tømmer, brænde, flis og andre naturprodukter fra de statslige skov- og naturarealer.
- Naturprojekter - Naturstyrelsen gennemfører konkrete naturprojekter - også i samarbejde med andre myndigheder, organisationer og frivillige. Det kan være plantning af skovområder, naturgenopretning og etablere nye vådområder, der fremmer og beskytter biodiversiteten og/eller er til gavn for friluftslivet.
- Friluftsliv til borgere - Naturstyrelsens lokale enheder tilbyder natur og friluftstilbud til alle danskere. Styrelsen leverer inspiration til aktiviteter, naturguider, digitale kort og anden naturvejledning i hele landet. Sammen med Friluftsrådet og kommuner har Naturstyrelsen ansvaret for Danmarks største digitale hjemmeside, der formidler aktiviteter og naturoplevelser.
- Jagt - Naturstyrelsen udfører de praktiske opgaver i forbindelse med jagt- og vildtforvaltningsloven, for eksempel afgørelse af ansøgninger om bekæmpelse af skadevoldende vildt, afholdelse af jagtprøver og administration af vildtreservater.